# Trei într-o barcă (film din 1956)
Trei într-o barcă (în engleză Three Men in a Boat) este un film britanic din 1956 regizat de Ken Annakin, cu David Tomlinson ca Jerome „J”., Jimmy Edwards ca Harris și Laurence Harvey ca George. Este bazat pe romanul satiric din 1889, Trei într-o barcă, de Jerome K. Jerome.

## Rezumat
Filmul are loc în epoca edwardiană. Harris, J și George vor să scape de toate. Ei decid să plece în vacanță cu barca pe râul Tamisa până la Oxford, luând cu ei câinele lor Montmorency. George este fericit să scape de slujba lui de la bancă. Harris este bucuros să scape de doamna Willis, care îl presează să se căsătorească cu fiica ei Clara. Iar „J” este mai mult decât nerăbdător să-și ia o vacanță departe de soția sa, Ethelbertha.
George întâlnește trei fete, Sophie Clutterbuck și surorile Bluebell și Primrose Porterhouse, care fac și ele o plimbare în sus pe râu și speră să le revadă. Călătorii intră în diverse complicații cu vremea, râul, barca, mâncarea, labirintul Hampton Court, corturile, ploaia și ecluzele. Se conectează din nou cu fetele și, când lucrurile par să devină interesante pentru bărbați, apar doamna Willis și fiica ei și Ethelbertha, iar lucrurile devin și mai interesante.

## Distribuție
- Laurence Harvey – George
- Jimmy Edwards – Harris
- David Tomlinson – Jerome „J”
- Shirley Eaton – Sophie Clutterbuck
- Jill Ireland – Bluebell Porterhouse
- Lisa Gastoni – Primrose Porterhouse
- Martita Hunt – Mrs Willis
- Joan Haythorne – Mrs Porterhouse
- Campbell Cotts – Ambrose Porterhouse
- Adrienne Corri – Clara Willis
- Noelle Middleton – Ethelbertha
- Charles Lloyd-Pack – Mr Quilp
- Robertson Hare –  fotograf
- A. E. Matthews – primul jucător de crichet
- Miles Malleson – al doilea jucător de crichet
- Ernest Thesiger – arbitru
- Hal Osmond – taximetrist